# Малков, Владимир Геннадьевич
Влади́мир Генна́дьевич Малко́в (15 января 1980, Йошкар-Ола, Марийская АССР, РСФСР, СССР) — российский футболист, вратарь.

## Карьера
Воспитанник марийского футбола. Первый тренер Владимир Курышкин.

### «Улисс»
В начале 2010 года, обдумывая предложения разных клубов, Малков узнал от друга, что нужен игрок на позицию вратаря в армянский клуб «Улисс» и подписан контракт на один год. Малков с первого тура застолбил за собой место в основе, проведя в первом сезоне 26 матчей из 28. Также Малков установил лучший показатель в сезоне — 15 матчей на «ноль» и не пропускал в течение 530 минут подряд (это второй показатель в чемпионате и лучший за всю историю клуба). В составе «Улисса» дебютировал в Лиге Европы 2010/11, отыграв в обоих матчах против израильского «Бней Иегуды». Однако по сумме двух матчей дальше прошли израильтяне. По итогам чемпионата Армении Малков вместе с командой завоевал бронзовые медали и право выступить в Лиге Европы 2011/12 Вскоре контракт был продлён ещё на год. «Улисс» в следующем сезоне завоевал золотые медали чемпионата. Вклад Малкова велик, о чём говорило и само руководство клуба, рассчитывая и в дальнейшем на услуги своего основного вратаря. Однако с завершением чемпионата в регламенте ФФА произошли изменения. Появился пункт, запрещающий командам, выступающим в первенстве Армении, иметь в своём составе вратарей-легионеров. Пойти ФФА на данный шаг заставило отсутствие полноценной замены основному вратарю сборной Армении — Роману Березовскому. Малков попал в эту категорию и должен был покинуть клуб.

### «Транс»
В конце июня проходил просмотр в «Нижнем Новгороде». Клуб искал замену ушедшему в «Сибирь» вратарю Евгению Конюхову. Но клубу не подошёл. Спустя месяц Малков оказался в «Нарва-Трансе», заключив с клубом контракт. Дебютировал в Суперкубке Эстонии против таллинской «Флоры» (0:4).
В 2012 году вернулся в родной город и провёл два сезона в составе «Спартака», также работал в тренерском штабе клуба.

## Статистика выступлений
Данные на 14 сентября 2012 года
| Клуб                 | Сезон            | Чемпионат | Чемпионат | Кубки | Кубки | Еврокубки | Еврокубки | Всего | Всего |
| Клуб                 | Сезон            | Матчи     | Голы      | Матчи | Голы  | Матчи     | Голы      | Матчи | Голы  |
| -------------------- | ---------------- | --------- | --------- | ----- | ----- | --------- | --------- | ----- | ----- |
| Улисс                | 2010             | 26        | -20       | 2     | -1    | 2         | -1        | 30    | -22   |
| Улисс                | 2011             | 26        | -18       | 4     | -2    | 2         | -5        | 32    | -25   |
| Всего                | Всего            | 52        | −38       | 6     | −3    | 4         | −6        | 62    | −47   |
| Транс (Нарва)        | 2012             | 16        | -21       | 3     | -4    | 2         | -7        | 21    | -32   |
| Всего                | Всего            | 16        | −21       | 3     | −4    | 2         | −7        | 21    | −32   |
| Спартак (Йошкар-Ола) | 2012/13          | 7         | -13       | 0     | 0     | 0         | 0         | 0     | 0     |
| Всего                | Всего            | 7         | −13       | 0     | 0     | 0         | 0         | 7     | −13   |
| Всего за карьеру     | Всего за карьеру | 75        | -72       | 9     | -7    | 6         | -13       | 90    | -92   |

## Достижения
- личные:
  - Футболист года в Марий Эл: 2009[7]

- Улисс
- командные:
  - Чемпион Армении: 2011
  - Бронзовый призёр чемпионата Армении: 2010
- личные:
  - Лучший вратарь Армении: 2011